# China Television
China Television Company, Ltd. (CTV; chinês: 中國電視公司, pinyin: Zhōngguó Diànshì Gōngsī, Pe̍h-ōe-jī [en]: Tiong-kok-tiān-sī-kong-si, Zhuyin Fuhao: ㄓㄨㄥ ㄍㄨㄛˊ ㄉㄧㄢˋ ㄕˋ ㄍㄨㄥ ㄙ) anteriormente chamada de Taiwan Daytime TV (TDT) de 1969 a 1975, é uma empresa de transmissão de televisão com sede em Taipei, Taiwan. Foi criado em 3 de setembro de 1968, pelo então governante Partido Nacionalista (KMT). O partido detinha a participação majoritária da rede. A transmissão de teste começou em 9 de outubro de 1969, e o canal começou a transmitir formalmente em 31 de outubro do mesmo ano. A CTV foi o primeiro canal de televisão a transmitir em cores para toda a ilha.

## História
A China Television foi fundada em 3 de setembro de 1968 e começou a transmitir em 1969.
Em 9 de agosto de 1999, o canal foi listado publicamente na Bolsa de Valores de Taiwan, tornando-se a primeira empresa de transmissão listada publicamente na ilha.
Em 2006, devido aos efeitos sofridos pela lei de reforma da mídia em Taiwan, que exigia que todos os partidos políticos alienassem seu controle em empresas de rádio e televisão, 90% das ações da CTV foram vendidas ao grupo de mídia China Times, efetivamente dando à estação margem de manobra para algumas de suas preocupações com TV via satélite, notadamente a Chung T'ien Television [en] (CTi), uma das principais programadoras de televisão a cabo em Taiwan. Alguns programas da CTV agora são vistos nos dois canais da CTi a cabo.
Atualmente, é o maior canal de televisão da ilha. Seus programas são consistentemente classificados em 2º lugar em todos os principais intervalos de tempo e abriga o noticiário noturno mais assistido de Taiwan, o CTV News Global Report.

### Alegações de financiamento
Em novembro de 2019, Wang Liqiang, um espião autoproclamado da República Popular da China (RPC) que desertou para a Austrália, alegou, entre outras alegações, que a CTV havia recebido financiamento da RPC em troca da exibição de histórias desfavoráveis ao governo da ROC sobre Taiwan.
A empresa controladora da CTV, The Want Want China Times Group, negou essas alegações. A veracidade de suas alegações também foi contestada por especialistas em espionagem, que sugeriram que suas alegações foram feitas por oportunismo.

## Canais
- CTV Main Channel [en]
- CTV News Channel [en]
- CTV Classic [en] (anteriormente conhecido como CTV MyLife)
- CTV Bravo (anteriormente conhecido como CTV HD, o canal de versão de alta definição disponível na televisão terrestre. Lançado em 21 de julho de 2012)